# Pitthea decisa
Pitthea decisa är en fjärilsart som beskrevs av Walker 1869. Pitthea decisa ingår i släktet Pitthea och familjen mätare. Inga underarter finns listade i Catalogue of Life.